# Devínska Nová Ves
Devínska Nová Ves (in croato: Devinsko Novo Selo, in ungherese: Dévényújfalu, in tedesco: Theben-Neudorf) è un quartiere, con autonomia a livello di comune, della città di Bratislava, capitale della Slovacchia, facente parte del distretto di Bratislava IV.
È il centro più importante della minoranza croata della Slovacchia.

## Geografia
Devínska Nová Ves sorge lungo la sponda sinistra del fiume Morava, che qui segna il confine tra la Slovacchia e l'Austria.